# Las Majadas (Castille-La Manche)
Las Majadas est une commune d'Espagne, dans la province de Cuenca, communauté autonome de Castille-La Manche.

## Géographie
Las Majadas se trouve dans le parc naturel de la Serranía de Cuenca. Il s'agit d'une zone de montagne (plus de 1 000 m) au nord de Cuenca essentiellement recouverte de forêts dans laquelle abondent les cours d'eau.
Le climat est sec et se caractérise par d'importants écarts de température.

## Administration
| Période   | Identité              | Parti | Qualité |
| --------- | --------------------- | ----- | ------- |
| 2007 2011 | Aurelio ARCOS REBOLLO |       |         |
|           |                       |       |         |

## Démographie
| 1991 | 1996 | 2001 | 2004 | 2007 | 2011 |
| ---- | ---- | ---- | ---- | ---- | ---- |
| 355  | 392  | 366  | 364  | 336  | 324  |

## Économie
La commune vit essentiellement de ses ressources naturelles : exploitation du bois et élevage (bovin et ovin). À côté se développe une petite économie touristique, par la location de nuitées en gîtes ruraux ou campings et des prestations de restauration. La région se distingue en effet par des spécialités culinaires, parmi lesquelles le saucisson de cerf.
La plupart des actifs de la commune ont leur profession principale à Cuenca. Cela permet le maintien d'une activité commerciale de proximité et le maintien au village des personnes âgées.